# Hans Carl Peter Manecke
Hans Carl Peter Manecke (* 8. Juli 1798 in Schwerin; † 18. Februar 1871 ebenda) war ein deutscher Gutsbesitzer und Abgeordneter.

## Leben
Hans Carl Peter Manecke war ein Sohn des Regierungssekretärs Peter Manecke und seiner Frau Catharina Dorothea, geb. zur Nedden.
Er erwarb zunächst das Gut Neuhof (Bobitz) bei Grevesmühlen. Ende Dezember 1836 kaufte er das Gut Vogelsang (Gemeinde Lalendorf) vom Geheimen Ratspräsidenten (Ministerpräsidenten) Leopold von Plessen. Als Besitzer eines Rittergutes war Manecke landtagsfähig und besuchte den ständischen Landtag erstmals 1834 oder 1835. In Vogelsang ließ er bis 1840 innerhalb eines neu angelegten Englischen Landschaftsparks ein neugotisches Herrenhaus im romantischen Tudorstil erbauen.
Manecke gehörte innerhalb der Ritterschaft zur Opposition der bürgerlichen Gutsbesitzer, die ab 1838 lange um gleiche Rechte mit den in der ständischen Regierung privilegierten adligen Mitgliedern der Ritterschaft stritten. Vom 28. März bis 4. April 1843 gab es erfolglose Verhandlungen zwischen von Bassewitz auf Schimm, von Bernstorff auf Wedendorf, von Lowtzow auf Klaber, Jasper von Oertzen auf Leppin einerseits sowie Schlettwein auf Bandesltorf, Dencker auf Knegendorf, Manecke auf Vogelsang und Stever auf Wustrow andererseits. Im November 1843 verzichtete der eingeborene und rezipierte Adel nach Druck des Großherzogs auf die alleinige Wählbarkeit zum Engeren Ausschuss.
Im Frühjahr des Revolutionsjahres 1848 war Manecke einer der Vertreter Mecklenburgs im Frankfurter Vorparlament, das die Wahl der Frankfurter Nationalversammlung vorbereiten sollte. Dazu arbeitete es eng mit dem Bundestag des Deutschen Bundes zusammen. Die Versammlung tagte vom 31. März bis zum 3. April 1848 in der Frankfurter Paulskirche. Schon zuvor, am 16. März 1848, gehörte er zu den Vertretern der Ritterschaft, die mit einer Petition die Zusammenkunft des Landtages zu einer außerordentlichen Sitzung forderten. Als der Strelitzer Landrat Wilhelm von Oertzen die mecklenburgische Ritterschaft zu einer Versammlung am 14. April 1848 nach Güstrow einlud, gehörte Manecke zu den 145 (von 280) Rittern, die bereit waren, ihre politischen Sonderrechte zu opfern, um das Wohl des Vaterlandes zu fördern.
Nach der Verabschiedung des Staatsgrundgesetzes verfasste er für die konstitutionell gesinnten Mitglieder der Ritterschaft eine Erklärung, mit der sie diese als eine legal zu Stande gekommene Verfassung anerkannten. Diese Erklärung und die Verfassung selbst wurden jedoch bald durch den Freienwalder Schiedsspruch, der die Verfassung für nichtig erklärte, hinfällig. Seitdem ließ Manecke es sich angelegen sein, die Landtage der wiederhergestellten Ritter- und Landschaft zu dem Zwecke zu besuchen, um hier für die Rückführung Mecklenburgs in die Reihe der constitutionellen Staaten zu wirken. Er meldete sich immer wieder mit Anträgen, aber auch mit Veröffentlichungen zu Wort und prangerte die Missstände der mecklenburgischen ständischen Verfassung an. Mehrere Jahre hintereinander stellte er erfolglos Anträge zum Anschluss Mecklenburgs an den Deutschen Zollverein.
Im August 1863 nahm er am Deutschen Abgeordnetentag teil, der parallel zum Frankfurter Fürstentag in Frankfurt tagte. Diese dreihundert Mitglieder von Landesparlamenten hielten die Reformakte für nicht weitgehend genug und bekannten sich zur Frankfurter Reichsverfassung von 1849.
Manecke war Mitglied der großherzoglichen Schuldentilgungskommission und Dirigent des Patrimonialgerichts-Verbandes im Bezirk Güstrow.
1856 kam es zum Verkauf von Vogelsang an den Amtmann August Ludwig Carl Rudloff (* 1795) auf Frauenmark. Dafür erwarb er 1862 Duggenkoppel (Kröpelin). 
Als er 1871 starb, beschrieb ihn die Illustrirte Zeitung in Leipzig als das bekannte freisinnige Mitglied der mecklenburgischen Ritterschaft.
Von 1858 bis zu seinem Tod war er Mitglied im Verein für mecklenburgische Geschichte und Altertumskunde.

## Werke
- Propositionen des engeren Ausschusses vorgelegt auf dem am 18.Nov. 1856 zu Malchin eröffneten allgemeinen Landtage: [Antrag des Herrn Manecke wegen Anschlusses von Mecklenburg an den Zollverein]. [s. l.], 1856
- Einige Bemerkungen über die Sachlage der Steuerfrage in Mecklenburg 1857. Schwerin: Bärensprung 1857
- Die Nothwendigkeit einer Prüfung der Vereins-Acte des Mecklenburgischen Adels vom Jahre 1795. Berlin: Springer 1860
- Kurze populaire Darstellung der alten mecklenburgischen Verfassung und Desjenigen, was sie im Wege der sogenannten "historischen Entwicklung" geworden ist. Berlin: Springer 1861

Digitalisat, University of California
- Einige Worte über die Verfassungsfrage in Mecklenburg. Berlin: Springer 1867